# Герб комуни Нурше
Герб комуни Нурше (швед. Norsjö kommunvapen) — символ шведської адміністративно-територіальної одиниці місцевого самоврядування комуни Нурше. 

## Історія
Ландскомуна Нурше отримала герб королівським затвердженням 1947 року. З 1980 року вживається як герб комуни, який було зареєстровано 1987 року. 

## Опис (блазон)
Щит розтятий хвилясто, у правому золотому полі зелена смерека, у лівому зеленому — золотий колосок ячменю. 

## Зміст
Смерека символізує розвинене лісове господарство, а колос ячменю —  сільське. Хвилясте ділення вказує на багаті водні ресурси. 